# Gazomka
Gazomka – przysiółek wsi Gazomia Nowa w Polsce, położony w województwie łódzkim, w powiecie piotrkowskim, w gminie Moszczenica.
Wieś biskupstwa włocławskiego w powiecie piotrkowskim województwa sieradzkiego w końcu XVI wieku. 
W czasie II wojny światowej w okolicy wsi znajdował się punkt zrzutowy o kryptonimie "Granat", na który w nocy 28 lutego 1942 r. planowano zrzutu skoczków z Wielkiej Brytanii. Z uwagi na oblodzenie maszyny i trudne warunki atmosferyczne od zrzutu nie doszło. 
W latach 1975–1998 przysiółek administracyjnie należał do województwa piotrkowskiego.